# Coldzera
Marcelo Augusto David (São Paulo, 31 de outubro de 1994), mais conhecido como coldzera, é um jogador profissional de Counter-Strike: Global Offensive e Counter-Strike 2 brasileiro, atualmente joga pela Red Canids. Em 2016, foi eleito o melhor jogador de esportes eletrônicos no The Game Awards. Ele foi nomeado o melhor jogador de CS:GO do ano de 2016 e 2017 pelo portal HLTV. Ele também é considerado por muitos como um dos melhores jogadores de todos os tempos.

## Carreira
Em agosto de 2015, Marcelo "coldzera" David foi contratado pela equipe da Luminosity Gaming. Seu primeiro campeonato pela nova equipe foi a ESL One Cologne 2015, onde conseguiu com seu time, passar da fase de grupos e chegar até as quartas de final do campeonato, mas acabaram sendo eliminados pela equipe sueca da Fnatic. Eles alcançariam novamente as quartas de final no DreamHack Open Cluj-Napoca 2015.
Em 2016, conseguiram chegar no topo de todos os campeonatos que participaram, chegando inclusive em duas finais. Porém, foi apenas em abril que eles conseguiram ganhar o primeiro campeonato, o MLG Columbus 2016, sendo esse o campeonato que eles mais almejavam por se tratar de um Campeonato Major. Nesse campeonato eles ganharam em torno de 500.000 mil dólares. Esse foi o primeiro campeonato de alto nível em que um brasileiro ganhou o prêmio de melhor jogador do campeonato. Posteriormente, sua equipe ganhou mais dois pela organização da Luminosity; a DreamHack Austin e a ESL Pro League Season 3. O último campeonato do time pela organização foi a ECS Season 1, onde eles ficaram em segundo lugar, perdendo para o time da G2 Esports. Em julho de 2016 os cinco jogadores que jogavam pela Luminosity Gaming foram contratados pela organização SK Gaming.
O primeiro campeonato da equipe pela nova organização foi a ESL One: Cologne 2016 em julho, poucos dias depois de serem anunciados pela SK Gaming. Novamente, o time conseguiu ficar em primeiro lugar, se tornando bicampeão seguido de um Major, feito que apenas a equipe sueca da Fnatic tinha conseguido até então. Marcelo "coldzera" David novamente levou o prêmio de melhor jogador do campeonato.
Em 23 de junho de 2018, ele foi contratado junto com Fernando "fer" Alvarenga, Gabriel "FalleN" Toledo, Ricardo "boltz" Prass e o americano Jacky "Stewie2K" Yip pela Made in Brazil (mibr), elenco esse que já havia se formado pouco antes da ida ao novo time. Sem muito sucesso, Tarik "tarik" Celik se junta ao time e Ricardo "boltz" Prass sai da equipe. Com esse novo time, eles venceram apenas a ZOTAC Cup Masters 2018, e não renderam o desempenho esperado, porém seu destaque individual lhe rendeu a décima posição no ranking de melhores jogadores do mundo em 2018 da HLTV. No dia 12 de julho de 2019, foi confirmado pelo MiBR, que coldzera iria para o banco da equipe e Wilton "zews" Prado assumiria o seu lugar provisoriamente, acabando por jogar o StarLadder Major: Berlin 2019. Já em 25 de setembro, foi confirmada a saída do jogador da MiBR e a ida para a FaZe Clan.
Em 1 de junho de 2021, após 2 anos atuando pela organização norte-americana, o jogador anunciou por meio de suas redes sociais seu desligamento da FaZe Clan, segundo o mesmo, por vontade própria.
Em 04 de janeiro de 2022, foi anunciada sua contratação pela 00 Nation.

## Prêmios individuais
- 2017: Melhor Jogador do Mundo pelo site da HLTV[17]
- 2017: MVP do ESL Pro League Season 6 Finals 2017[18]
- 2017: MVP do EPICENTER 2017[19]
- 2017: MVP do DreamHack Open Summer 2017[20]
- 2017: MVP IEM Sydney 2017[21]
- 2017: CS_SUMMIT SPRING 2017[22]
- 2016: MVP do ESL One Major Cologne 2016[23]
- 2016: MVP da ESL Pro League Season 3 Finals 2016[24]
- 2016: MVP do MLG Major Columbus 2016[25]
- 2016: Melhor Jogador de eSports do Mundo[26]
- 2016: Melhor Jogador do Mundo pelo site da HLTV[27]
- 2016: Melhor Jogador do Mundo pelo site da GosuGamers[1]
- 2016: Melhor Jogada do Ano pelo PC GAMER[28]